# Persea nudigemma
Persea nudigemma es una especie de árbol perteneciente a la familia  Lauraceae. Es un endemismo de los bosques húmedos de montaña, subtropicales o tropicales de  Ecuador.

## Descripción
Un árbol endémico de las laderas orientales de los Andes en Ecuador. Conocido en varias colecciones recientes, todas en el mismo lugar: entre los kilómetros 40 y 50 de la carretera Hollín-Loreto, en el interior del Parque nacional Sumaco Napo-Galeras. Aparte de la destrucción del hábitat, hay amenazas específicas no conocidos.

## Taxonomía
Persea nudigemma fue descrita por Henk van der Werff y publicado en Novon 4(1): 74, f. 10. 1994.